# Мазур Юрій Йосифович
Юрій Йосифович Мазур (нар. 17 грудня 1971, Долина, Івано-Франківська область, УРСР) — український політик, голова Долинської районної державної адміністрації Івано-Франківської області (з січня 2015 до вересня 2019).

## Біографія
Народився 17 грудня 1971, у Долині Івано-Франківської обл. Закінчив у 1997 році Тернопільську академію народного господарства (нині - Західноукраїнський національний університет) за спеціальністю «Облік і аудит».
Працював з вересня 1989 по вересень 1993 робітником колгоспу імені Івана Франка з перервою на службу в армії (грудень 1989 — листопад 1991). Після закінчення вузу працював у Долині бухгалтером ТОВ Мале підприємство «Віра» (квітень 1997 — червень 1998), механіком на Долинській ремонтно-будівельній дільниці ТзОВ Мале підприємство «Віра» (червень 1998 — липень 2003).
З лютого 2007 по грудень 2014 займався підприємницькою діяльністю у Долині, в тому числі з жовтня 2010 по липень 2013 був головою правління ТзОВ «АрТранс».
З лютого 2007 до цього часу — голова Спілки перевізників Долинщини.
З січня 2015 до вересня 2019 — голова Долинської районної державної адміністрації. Депутат Долинської міської ради Івано-Франківської області VI скликання.

## Скандали
У квітні 2015 року місцеві ЗМІ повідомили, що очільник району вигнав з кабінету матір загиблого бійця АТО Ігора Денисіва, яка просила допомогу з будматеріалами для ремонту хати.